# كوماياغوا
كوماياغوا (بالإسبانية: Comayagua) مدينة في هندوراس في أمريكا اللاتينية، حوالي 80 كم شمال غرب العاصمة تيغوسيغالبا. في عام 2003 بلغ عدد السكان 60 ألف نسمة. وهي عاصمة إدارة كوماياغوا.

## التاريخ
أسست كوماياغوا يوم 8 كانون الأول/ديسمبر 1537 من طرف كونكيستدور ألونسو دي كسيريس (Alonso de Cáceres) بناء على أوامر فرانسيسكو دي مونتيجو (Francisco de Montejo)، حاكم ولاية يوكاتان.
بعد أن أصبحت هندوراس جمهورية مستقلة، تناوب مقر السلطة بين كوماياغوا و تيغوسيغالبا قبل أن تصبح هذه الأخيرة عاصمة البلاد بشكل دائم في عام 1880.

## سياحة

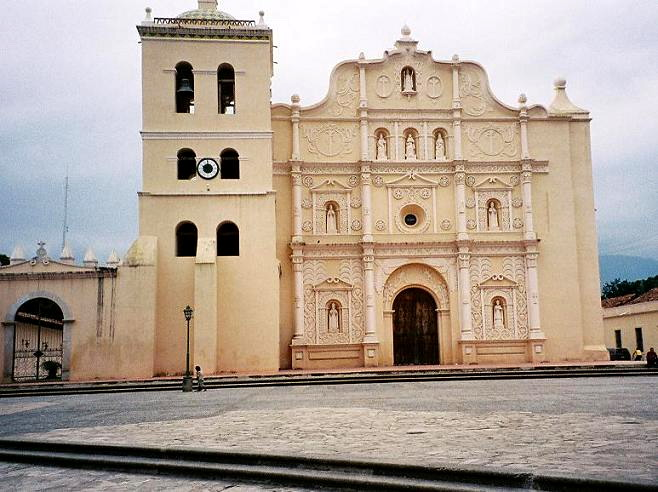
كاتدرائية كوماياغوا

في السنوات الأخيرة أصبحت كوماياغوا واحدة من أهم مناطق الجذب السياحي في هندوراس. تشتهر المدينة بهندستها المعمارية الجميلة يعود تاريخها إلى الاستعمار الإسباني.
مواقع سياحية
- كاتدرائية كوماياغوا
- متحف الأنثروبولوجيا
- الميرسيد
- كنيسة سان فرانسيسكو
- كنيسة سان سيباستيان
- متحف الفن الديني
- كنيسة الصدقة

## قاعدة سوتو كانو الجوية
قاعدة سوتو كانو (Soto Cano) الجوية منشأة عسكرية للقوات الجوية الهندوراسية الواقعة على بعد 16 كم من كوماياغوا.
تحتفظ الولايات المتحدة على قاعدة سوتو كانو حوالي 550 عسكريا أمريكياً.

## رياضية
كوماياغوا مقر نادي إسبانو لكرة القدم. وللمدينة ملعب بلدي ذات 10.000 مقعد.

## توأمة
لكوماياغوا اتفاقيات توأمة مع:
- كوكوتا

## أعلام
- إيفان غيريرو
- حزقيال أنخيل أرياس
- فرانسيسكو دي أغيلار
- فرانسيسكو زيلايا
- كورونادو شافيز
- فرانسيسكو فيريرا
- نويل فالاداريس
- خوسيه ترينيداد كابانياس

## وصلات خارجية
- خريطة كوماياغوا
- موقع كوماياغوا الرسمي